# One America News Network
One America News Network (OANN), aussi connue comme One America News (OAN), est une chaîne de télévision américaine, créée en 2013. Basée à San Diego, ce média a pour ambition de développer des programmes destinés à la  fraction conservatrice de la population américaine. Elle partage régulièrement des fake news et soutient plusieurs théories conspirationnistes.

## Historique
La chaîne de télévision américaine One America News Network est fondée en 2013. L'annonce de sa création est faite, en mars 2013, lors de la Conservative Political Action Conference, rassemblement annuel des conservateurs américains, tenu cette année-là à Washington,.
Longtemps confidentielle, son audience commence à décoller durant l'été 2015, lorsque la chaîne suit en direct la campagne de Donald Trump, candidat à l'élection présidentielle de 2016.
Du 1er avril au 11 juin 2019, selon une étude du Nielsen Media Research (en), OANN réunissait 14 000 spectateurs en moyenne. Le fournisseur de mesures d'audience estimait, pour la même période, le public de Fox News à 631 000 spectateurs en moyenne, celui de MSNBC à 558 000 et celui de CNN à 341 000.

## Orientations
One America News Network ambitionne d'attirer une audience conservatrice, à la manière de la chaîne de télévision d'information en continu Fox News,.
La chaîne partage régulièrement des fake news et soutient plusieurs théories conspirationnistes,,,,,,,,,,,,,,.
Au cours de sa première présidence (2017-2021), Donald Trump a mis en avant ce média, considérant que son contenu correspond à l'orientation de sa politique, notamment sa gestion décriée par la presse de la pandémie de Covid-19,,.